# Between the Sheets (album van The Isley Brothers)
Between the Sheets is het 22e album van de Amerikaanse formatie The Isley Brothers. Het werd 24 april 1983 uitgebracht op hun eigen label T-Neck. De bekendste nummers zijn de titeltrack, de opvolger Choosey Lover en de ballad Touch Me.

## Achtergrond
Na het tegenvallende succes van Inside You (1981) en The Real Deal (1982) keerden de Isley Brothers in november 1982 terug naar de Newyorkse Bearsville Studios om tot februari 1983 aan nieuw materiaal te werken. Zoals op voorgaande albums werden teksten en muziek geschreven door zwager Chris Jasper, gitarist Ernie Isley en diens jongere broer Marvin. Sommige nummers waren oorspronkelijk bedoeld voor een zijproject dat ze in de planning hadden. Leadzanger Ronald Isley toonde echter belangstelling en wilde ze met de volledige groep opnemen. Het titelnummer was door het trio geschreven als reactie op Sexual Healing van Marvin Gaye; Ronald schreef mee aan Choosey Lover, waarvan de melodie gebaseerd is op Earth, Wind & Fire's Devotion. Andere nummers leveren sociaal-politiek commentaar, zoals het op de grotestadsjongeren gerichte Slow Down Children en het anti-oorlogslied Ballad for the Fallen Soldier. Net als op The Real Deal verzorgden Jasper en de andere Isleys de achtergrondzang terwijl dit voorheen het werk was van Ronald en de oudere broers O'Kelly en Rudolph. In sommige nummers deelde Ronald de leadzang met een of twee andere broers, maar verder was het zijn stem die het album droeg.

## Ontvangst
Het album kwam op de eerste plaats van de Amerikaanse r&b albumlijst en kwam tot #19 in de Billboard 200. Between the Sheets en Choosey Lover werden top 10-hits in de r&b-chart. Ballad for the Fallen Soldier en Let's Make Love Tonight werden als promosingles uitgebracht. Ook Touch Me verwierf bekendheid, zij het als non-single. Het album haalde met een verkoop van meer dan een miljoen exemplaren in Amerika de platinastatus.
Mede door belastingproblemen waarmee de oudere broers kampten kwam het in 1984 tot een breuk; Ernie, Marvin en Chris Jasper gingen verder als Isley-Jasper-Isley.
In 2011 verscheen de heruitgave van Between the Sheets.

## Tracklijst
Alle muziek en teksten zijn geschreven door Ernie Isley, Marvin Isley, Chris Jasper, Rudolph Isley, O'Kelly Isley en Ronald Isley. 
| Nr. | Titel                   | Duur |
| --- | ----------------------- | ---- |
| 1.  | Choosey Lover           | 4:41 |
| 2.  | Touch Me                | 5:11 |
| 3.  | I Need Your Body        | 4:39 |
| 4.  | Between the Sheets      | 5:39 |
| 5.  | Let's Make Love Tonight | 4:48 |

| Nr. | Titel                         | Duur |
| --- | ----------------------------- | ---- |
| 6.  | Ballad for the Fallen Soldier | 5:18 |
| 7.  | Slow Down Children            | 4:21 |
| 8.  | Way Out Love                  | 4:11 |
| 9.  | Gettin' Over                  | 3:44 |
| 10. | Rock You Good                 | 3:34 |

| Nr. | Titel                                          | Duur |
| --- | ---------------------------------------------- | ---- |
| 11. | Between the Sheets (Instrumental Version)      | 4:56 |
| 12. | Choosey Lover (Instrumental Version)           | 4:42 |
| 13. | I Need Your Body (Instrumental Version)        | 4:36 |
| 14. | Let's Make Love Tonight (Instrumental Version) | 4:46 |
| 15. | Between the Sheets (Single Version)            | 4:54 |

## Personeel
- Ronald Isley - lead- en achtergrondzang
- O'Kelly Isley, Jr. - achtergrondzang, co-lead op Slow Down Children
- Rudolph Isley - achtergrondzang, co-lead op Way Out Love and Slow Down Children
- Ernie Isley - gitaren, drumprogrammering, percussie en achtergrondzang (nrs. 1, 3, 4, 5, 7, 8, 9)
- Marvin Isley - bas, percussie en achtergrondzang (nrs. 1, 3, 4, 5, 7, 8, 9)
- Chris Jasper - piano, keyboards, synthesizers, percussie, vocoder an achtergrondzang (nrs. 1, 3, 4, 5, 7, 8, 9), leadzang op Rock You Good, co-lead op Way Out Love, rap op I Need Your Body en Ballad for the Fallen Soldier.

## Covers en samples
- The Notorious B.I.G. samplede Between the Sheets op "Big Poppa van zijn album Ready to Die uit 1994.
- Keith Murray samplede Between the Sheets op The Most Beautifullest Thing in This World van zijn album The Most Beautifullest Thing in This World uit 1994.
- Da Brat samplede Between the Sheets op Funkdafied van haar album Funkdafied uit 1994.
- Skee-Lo samplede Between the Sheets op Superman van zijn album I Wish uit 1995.
- Nas samplede Choosey Lover voor the remixversie van Street Dreams, afkomstig van zijn tweede album It Was Written (1996). R. Kelly zong mee op deze single en zou de tekst vervolgens doorsamplen.
- Aaliyah samplede Between the Sheets op Old School and coverde Choosey Lover op haar album One in a Million uit 1996.
- Jay-Z samplede Ballad for the Fallen Soldier op A Week Ago van zijn album Vol. 2... Hard Knock Life uit 1998. Negen jaar later, op het album American Gangster, gebruikte hij een sample van Between the Sheets op Ignorant Sh*t
- Kool G Rap samplede Ballad for the Fallen Soldier op Cannon Fire van zijn album Roots Of Evil uit 1998.
- Whitney Houston samplede Between the Sheets op One of Those Days van haar album Just Whitney uit 2002.
- Gwen Stefani samplede Between the Sheets op Luxurious van haar eerste soloalbum Love. Angel. Music. Baby. uit 2004
- DJ Khaled samplede Ballad for the Fallen Soldier op zijn lied Billy Ocean uit 2017.
- Big K.R.I.T samplede Between the Sheets op Pick your self van zijn album TDT uit 2018.